# 확률의 공리
확률론에서 확률의 공리는 확률이 만족하여야 한다고 여겨지는 기본 공리들이다. 1933년 안드레이 콜모고로프에 의해 처음 제시되었다.

## 공리계

### 제1공리
사건의 확률은 음이 아닌 실수여야 한다.
{\displaystyle P(E)\in \mathbb {R} ,P(E)\geq 0\qquad \forall E\in F} ({\displaystyle F}는 사건 공간)
이에 따라 {\displaystyle P(E)}는 일반 측도론에서 다루는 일부 대상과는 달리 반드시 유한해야 한다.

### 제2공리
전체 표본 공간의 확률(적어도 하나의 근원사건이 발생할 확률)은 1이다.
{\displaystyle P(\Omega )=1.}

### 제3공리
시그마 가법성에 관한 공리이다.
서로소 집합들 (즉 상호 배타적인 사건들)의 가산 열 {\displaystyle E_{1},E_{2},\ldots }은 항상 다음을 만족한다:
{\displaystyle P\left(\bigcup _{i=1}^{\infty }E_{i}\right)=\sum _{i=1}^{\infty }P(E_{i}).}
시그마 가법성 대신 집합 대수 위의 유한 가법성만 가정하는 경우도 있다.

## 같이 보기
- 확률론
- 조건부 확률
- 보렐 집합
- 시그마 대수